# تدفق سيتوبلازمي
التدفق السيتوبلازمي أو دوران الهيولى ويسمى كذلك التدفق البروتوبلازمي (بالإنجليزية: cyclosis)‏، هو تدفق العصارة الخلوية والعضيات حول الخلايا الفطرية والنباتية. هذه الحركة تساعد في تسليم العضيات والمواد المغذية والأيض والمعلومات الوراثية، وغيرها من المواد إلى جميع أجزاء الخلية. يحدث التدفق السيتوبلازمي كما العضيات المغلفة بالميوسين تتحرك على طول خيوط أكتين في الهيكل الخلوي للخلية، مما تسبب في انتقال العصارة الخلوية كذلك. تم اكتشاف التدفق السيتوبلازمي لأول مرة في القرن التاسع عشر وتحديداً في عقد الثلاثينات.
يعتمد التدفق السيتوبلازمي بقوة على درجة الحموضة داخل الخلايا ودرجة الحرارة. لوحظ أن تأثير درجة الحرارة يخلق تباين خطي على التدفق السيتوبلازمي والاعتماد على درجات حرارة عالية يختلف بالمقارنة مع درجات الحرارة المنخفضة. مع التغيرات في درجة الحرارة في النظام تزيد كفاءتها، مع عوامل أخرى مثل نقل الأيونات عبر الغشاء تتأثر في وقت واحد. ويرجع ذلك إلى خلايا التوازن اعتماداً على النقل النشط التي قد تتأثر في بعض درجات الحرارة الحرجة.